# Lithobius decapolitus
Lithobius decapolitus är en mångfotingart som beskrevs av Matic, Negrea och Prunescu 1962. Lithobius decapolitus ingår i släktet Lithobius och familjen stenkrypare.
Artens utbredningsområde är Rumänien. Inga underarter finns listade i Catalogue of Life.